# Godert Willem de Vos van Steenwijk (1829-1904)
Mr. Godert Willem baron de Vos van Steenwijk (Meppel, 21 november 1829 − Beilen, 28 augustus 1904) was een Nederlands burgemeester.

## Biografie
De Vos was lid van de familie De Vos van Steenwijk en een zoon van de latere Commissaris des Konings Jan Arend Godert baron de Vos van Steenwijk (1799-1872) en Hermanna Elisabeth Backer (1801-1876). Hij studeerde af in de rechten in 1854 waarna hij advocaat en procureur werd. In 1856 trouwde hij met Maria Bemardina barones van Imhoff (1833-1901) uit welk huwelijk twee kinderen werden geboren; het huwelijk werd in 1872 door echtscheiding ontbonden. In 1855 werd hij benoemd tot burgemeester en secretaris van Beilen en van Westerbork hetgeen hij tot 1861 zou blijven.
- International Standard Name Identifier: 0000 0003 9154 4160
- Nederlandse Thesaurus van Auteursnamen: 072840722
- Virtual International Authority File: 285437494
- WorldCat: E39PBJmDmTC7TvkGTfqxG9d84q